# Deshidrogenació
Deshidrogenación en bioquímica es refereix a la pèrdua d'àtoms d'hidrogen (generalment un parell d'atoms) per part d'una molècula orgànica.
La pèrdua d'àtoms d'hidrogen és una oxidació donat que la molècula perd electrons i també protons. La majoria de les oxidacions de substrats durant el catabolisme es fan per deshidrogenació. La deshidrogenació és una reacció química clau per l'obtenció d'energia per part de la cèl·lula. En canvi la hidrogenació és el guany d'hidrogens dins una reacció de reducció.

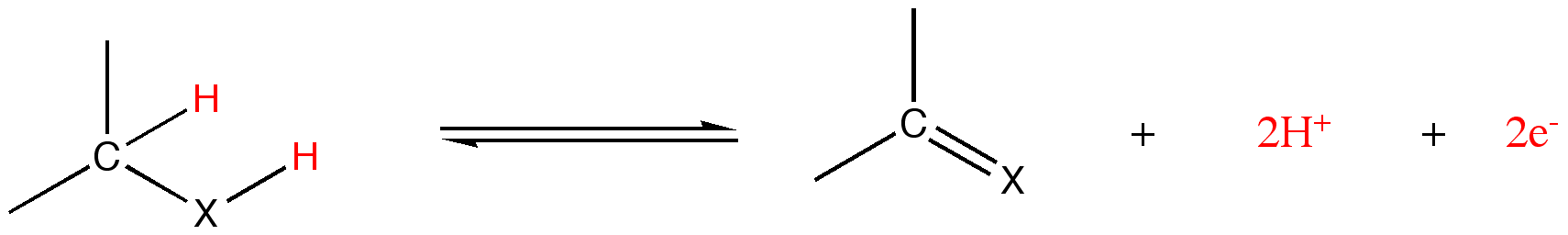
Deshidrogenació (cp a la dreta) i hidrogenació (cap l'esquerra); els àtoms d'hidrogen substrets es presenten separats en electrons i protons.

## Paper dels coenzims
Les deshidrogenacions i hidrogenacions són portades a terme per un tipus d'enzims anomenats deshidrogenases. A aquests enzims els cal la col·laboració dels coenzims d'òxido-reducció; els principals són:
- FAD (FAD): FAD + 2H -→ FADH₂
- FMN (FMN): FMN + 2H -→ FMNH₂
- NAD (NAD+): NAD+ + 2H -→ NADH + H+
- NADP (NADP+): NADP+ + 2H -→ NADPH + H+

Donat que s'oxida un substrat (la molècula que perd electrons en forma de parells d'hidrogens) ha d'haver-hi un altre substrat que es redueixi (que accepti electrons); com que l'enzim no pot modificar-se durant la reacció, són aquests coenzims els acceptors d'electrons (i protons). En les reaccions bioquímiques, els hidrogens arrencats a un substrat van sempre a parar a algun d'aquests coenzims.
Observeu que del FAD i FMN accepten dos àtoms d'hidrogen complets (és a dir, dos electrons i dos protons), mentre que NAD+ i NADP+ accepten dos electrons i un protó, queda l'altre protó lliure al medi.

## Algunes deshidrogenases
- Alfa-cetoglutarat deshidrogenasa
- Glucosa-6-fosfat deshidrogenasa (G6FD)
- Glutamat deshidrogenasa
- Isocitrat deshidrogenasa
- Lactat deshidrogenasa
- Malat deshidrogenasa
- Oxoglutarat deshidrogenasa
- Piruvat deshidrogenasa
- Succinat deshidrogenasa